# Рула
Рула (нім. Ruhla) — місто в Німеччині, розташована в землі Тюрингія. Входить до складу району Вартбург.
Площа —  км2. Населення становить 5273 ос. (станом на 31 грудня 2021).